# Harry Hilker
Hans-Günther Hilker, detto Harry (Duisburg, 15 maggio 1932 – Duisburg, 12 giugno 2005), è stato un pallanuotista tedesco.
Ha fatto parte della Squadra Unificata Tedesca, che ha partecipato ai Giochi di Melbourne 1956.
A livello nazionale ha giocato per il DSV 98 Duisburg, con il quale, nel 1958, 1961 e 1962, ha vinto i campionati della Germania occidentale.